# 다니엘 스펜서 (오스트레일리아의 배우)
대니엘 스펜서(영어: Danielle Spencer, 1969년 5월 6일 ~)는 호주의 배우, 가수, 송라이터이다.

## 어린시절
스펜서는 호주의 작곡가 및 가수 겸 방송인 돈 스펜서(Don Spencer)와 요크셔 출신 출장연회업자줄리(Julie, 결혼 전 성 호스폴(Horsfall))의 딸이다. 형제자매로는 오빠인 딘(Dean)이 있다. 4살 때 처음으로 피아노 레슨을 받았고 십대 시절 연기와 작곡을 하기 시작했다. 아버지가 호주와 영국의 BBC 연극학교에서 근무했기 때문에 12살 때까지 호주와 영국의 요크셔와 캠브릿지를 오가며 살았다.

## 경력
스펜서는 쇼비즈니스 업계와 밀접하게 접촉하며 자랐다. 때때로 아버지의 공연에 함께 동행하곤 했다. 노래와 연기 수업을 들었고, 고전 발레와 현대 무용, 재즈 수업에서 춤을 배웠다. 1989년부터 2000년까지 주로 호주 TV드라마에 출연하면서 여배우로서 커리어를 쌓았다. 그 후, 가수 및 싱어송라이터로 연예계 활동 노선을 바꿨다.
2001년 데뷔 앨범 ‘White Monkey’를 발매했다. 휴식기를 가진 후, 2010년 2월 두 번째 앨범 ‘Calling All Magicians’를 발매했다. 남편 러셀 크로의 감독 하에, 타이틀곡 ‘Tickle Me’와 ‘Wish I'd Been Here’의 뮤직비디오를 제작했다.
2011년 8월 스펜서는 처음으로 남편 크로와 함께 두 번의 라이브 콘서트를 열었다. 이 둘은 음악가이자 배우인 앨런 도일(Alan Doyle), 케빈 듀랜드, 스콧 그라임스, 그룹 사이즈투슈즈(Size2Shoes)와 함께 남편 러셀 크로의 앨범인 ‘the Crowe / Doyle Songbook Vol III’를 캐나다 세인트존스에서 선보였다.
이 앨범에 수록된 곡들은 특히 호주 소설가 팀 윈턴의 소설 더스트 뮤직(Dirt Music)과 관련 있다. 스펜서는 정기적으로 라이브 콘서트를 한다. 2011년 10월 라이브 콘서트 ‘Alone and Together’ 투어를 위해 호주 베이스 연주자 스티브 발비(Steve Balbi)와 함께했다.
2012년 3월 스펜서는 호주 세븐 네트워크(Seven Network) 채널에서 방영한 댄싱위더스타 (Dancing with the Stars) season 12의 출연자였으며 이 시즌에서 그녀는 2위를 차지했다. 그녀의 댄스 파트너는 데미언 화이트우드(Damian Whitewood)였다.

## 자선활동
스펜서는 호주 아동 음악 재단(ACMF)의 후원자로 호주 내 소외계층과 원주민 아이들을 위한 교육 프로그램을 운영하고 있다. 유방암 환자들을 위한 Pink Ribbon Breakfast’와 ‘The Girls Night’과 같은 여성 암 프로그램의 후원자이기도 하다.

## 개인사
1987년 뮤지컬 라스푸틴(Rasputin)에서 차르의 딸 중 한 명으로 주연을 맡았으며, 펠릭스 왕자로 출연한 테리 세리오(Terry Serio)와 사귀었다.
스펜서는 1989년 함께 영화 《크로싱》(The Crossing)에 남녀 주연으로 출연한 뉴질랜드 태생의 호주 배우 러셀 크로와 만남과 헤어짐을 반복했다. 이 영화는 호주에서 1990년에 상영되었다.
크로와 스펜서는 2003년 4월 7일 뉴사우스웨일스주 나나 글렌(Nana Glen)에 위치한 크로 개인 소유의 소 방목장에서 결혼식을 올렸다.
이 부부는 슬하에 2003년생과 2006년생 두 아들을 두고 있다. 2012년 10월, 크로와 스펜서 커플의 별거 소식이 보도 되었다. 2018년 4월에 이혼이 확정되었다.

## 음반 활동

### 음반
- White Monkey -EMI(2002년 5월 1일 발매)
- Calling All Magicians (2010년 2월 15일 발매)

### 싱글앨범
- "Jonathon White" - EMI (2001)
- "Blast Off" - EMI (2001)
- "Forgive Me" - EMI (2001)
- "White Monkey" - EMI (2002)
- "Tickle Me" - EMI (2002)
- "Wish I'd Been Here" (promo - 2009)
- "On Your Side" (2010)
- "Wish I'd Been Here" (2010)
- "Be My Baby" (2016)

## 출연작품
- The Flying Doctors - television series (1989–90)
- What the Moon Saw (1990)
- The Crossing (1990)
- Hampton Court - television series (1991)
- Mission Top Secret - television (1991)
- 홈 앤 어웨이 - television series (1995)
- Pacific Drive - television series (1995)
- Game Room (1999)
- 올 세인츠 - television series (2000)
- Beastmaster - television series (2000)